# Submarino U-240
El submarino alemán U-240 fue un submarino tipo VIIC de la Kriegsmarine de la Alemania nazi durante la Segunda Guerra Mundial. El submarino fue depositado el 14 de mayo de 1942 en el astillero Friedrich Krupp Germaniawerft en Kiel como astillero número 670, botado el 18 de febrero de 1943 y puesto en servicio el 3 de abril de 1943 bajo el mando del Oberleutnant zur See Günther Link. 

## Diseño
Los submarinos alemanes Tipo VIIC fueron precedidos por los submarinos más cortos Tipo VIIB . El U-240 tenía un desplazamiento de 769 toneladas (757 toneladas largas) cuando estaba en la superficie y 871 toneladas (857 toneladas largas) mientras estaba sumergido.  Tenía una longitud total de 67,10 m (220 pies 2 pulgadas), una longitud de casco de presión de 50,50 m (165 pies 8 pulgadas), una manga de 6,20 m (20 pies 4 pulgadas), una altura de 9,60 m ( 31 pies 6 pulgadas) y un calado de 4,74 m (15 pies 7 pulgadas). El submarino estaba propulsado por dos motores diésel sobrealimentados Germaniawerft F46 de cuatro tiempos y seis cilindros . produciendo un total de 2800 a 3200 caballos de fuerza métricos (2060 a 2350 kW; 2760 a 3160 shp) para uso en superficie, dos motores eléctricos AEG GU 460/8–27 de doble acción que producen un total de 750 caballos de fuerza métricos (550 kW; 740 shp) para usar mientras está sumergido. Tenía dos ejes y dos hélices de 1,23 m (4 pies ) . El barco era capaz de operar a profundidades de hasta 230 metros (750 pies).
El submarino tenía una velocidad máxima en superficie de 17,7 nudos (32,8 km/h; 20,4 mph) y una velocidad máxima sumergida de 7,6 nudos (14,1 km/h; 8,7 mph).  Cuando estaba sumergido, el barco podía operar durante 80 millas náuticas (150 km; 92 mi) a 4 nudos (7,4 km/h; 4,6 mph); cuando salió a la superficie, podría viajar 8.500 millas náuticas (15.700 km; 9.800 mi) a 10 nudos (19 km / h; 12 mph). El U-240 estaba equipado con cinco tubos de torpedos de 53,3 cm (21 pulgadas) (cuatro instalados en la proa y uno en la popa), catorce torpedos , un cañón naval SK C / 35 de 8,8 cm (3,46 pulgadas) , 220 rondas y dos cañones antiaéreos gemelos C/30 de 2 cm (0,79 pulgadas) . El barco tenía una dotación de entre cuarenta y cuatro y sesenta.

## Historial de servicio
Después de entrenar con la 5.ª Flotilla de submarinos en Kiel, Alemania, el U-240 fue transferido a la 9.ª Flotilla de submarinos para el servicio de primera línea el 1 de febrero de 1944. 
Navegó de Kiel a Kristiansand en Noruega, del 27 al 28 de marzo de 1944, partiendo de allí en su primera misión de patrulla de combate el 13 de mayo. 
El submarino fue catalogado como desaparecido en el Mar del Norte al oeste de Noruega desde el 15 de mayo de 1944. No existe una explicación definitiva de su pérdida, pero el Sunderland JM667/V del Escuadrón Noruego n.º 330 ( Comando Costero de la RAF ) atacó y hundió un submarino no identificado en esa área el 16 de mayo. Se cree que es el U-240.

## Especulaciones
Originalmente se pensó que el U-240 había sido hundido al oeste de Noruega por cargas de profundidad lanzadas por un hidroavión noruego Short Sunderland del Escuadrón n.º 330 de la RAF . El ataque fue identificado posteriormente contra el submarino U-668 . No se causaron daños.